# Gromia
Gromia es un extenso género de ameboides marinos y de agua dulce, semejantes en forma a algunos foraminíferos. Producen una testa orgánica, ovoide o lobulada que puede exceder de un milímetro de tamaño. Los filopodios emergen de una sola abertura en la testa. Se ramifican y pueden combinarse entre ellos, pero, al contrario de los seudópodos de los foraminiferos verdaderos, no son granulares y forman raramente una red. El ciclo vital implica la reproducción asexual y sexual, y en ciertas etapas se producen células móviles con dos flagelos.
En los árboles moleculares, Gromia se separa de las otras amebas filosas que forman la base de Cercozoa, y aparece entre Cercozoa y Foraminifera. Podría ser considerado como el pariente vivo más cercano de los foraminiferos, pero esto es difícil de confirmar debida a la rápida divergencia genética de estos grupos.
En este grupo se encuentra la especie Gromia sphaerica, el cual es el ser unicelular más grande conocido.

## Galería

Gromia nigricans
Gromia linearis
Gromia terricola
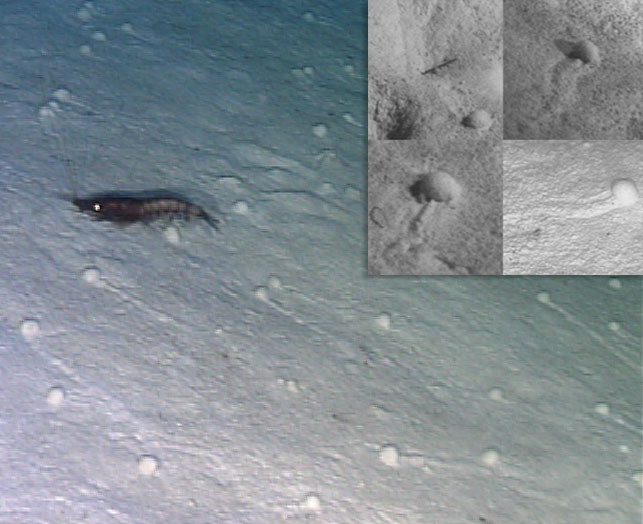
Gromia sphaerica